# Daniel Gabriel Fahrenheit
Daniel Gabriel Fahrenheit (n. 24 mai 1686, Gdańsk, Polonia-Lituania – d. 16 septembrie 1736, Haga, Comitatul Olanda, Provinciile Unite) a fost un fizician german, unul din fondatorii termometriei.

A avut o contribuție remarcabilă la îmbunătățirea performanțelor aerometrului și termometrului. A introdus scara termometrică cunoscută sub numele „scara Fahrenheit“. A fost primul care a utilizat mercurul ca lichid termometric și a fabricat primele termometre de dimensiuni reduse care puteau măsura temperatura umană și temperatura atmosferică până la 96 de grade. A inventat o formă îmbunătățită de hidrometru.